# 泰安道
泰安道（たいあん-どう）は中華民国北京政府により設置された山東省の道。

## 沿革
1915年（民国4年）10月に設置、道尹は泰安県に設置され、下部に泰安、肥城、新泰、萊蕪、東平、平陰、東阿の7県を管轄した。1928年（民国17年）に廃止されている。

## 行政区画
廃止直前の下部行政区画は下記の通り。（50音順）
- 新泰県
- 泰安県
- 東阿県
- 東平県
- 肥城県
- 平陰県
- 萊蕪県